# Christopher Dawson
Christopher Henry Dawson (ur. 12 października 1889; zm. 25 maja 1970) – angielski historyk, autor prac z zakresu historii kultury i historii chrześcijaństwa.

## Życiorys
Wychował się w Hartlington Hall w Yorkshire. Kształcił się w Winchester College i Trinity College w Oksfordzie. W 1914 przeszedł na katolicyzm. Dwa lata później ożenił się z Valery Mills. Jego pierwsze publikacje pochodzą z 1920. W latach 1947–1948 wykładał w Edynburgu, w latach 1958–1962 w Harvard University. Autor ponad 250 pozycji.

## Wybrane publikacje
- The Age of Gods (1928). Reissued by the Catholic University of America Press (2012)
- Progress and Religion: An Historical Inquiry (1929). Reissued by the Catholic University of America Press (2001)
- Christianity and the New Age (1931)[1]
- The Making of Europe: An Introduction to the History of European Unity. London: Sheed and Ward, 1932 New York: Sheed & Ward, 1952; Meridian Books, 1956; Catholic University of America Press, 2003.
- The Spirit of the Oxford Movement (1933)
- Enquiries into religion and culture (1933). Reissued by the Catholic University of America Press (2009)
- Medieval Religion and Other Essays (1934)
- Religion and the Modern State (1936)
- Beyond Politics (1939)
- The Judgment of the Nations (1942). Reissued by the Catholic University of America Press (2011)
- Gifford Lectures 1947–49
  - Religion and Culture (1948) ISBN 0-404-60498-6
  - Religion and the Rise of Western Culture (1950) ISBN 0-385-42110-9
- Understanding Europe (1952). Reissued by the Catholic University of America Press (2009)
- Medieval Essays (1954). Reissued by the Catholic University of America Press (2002)
- Dynamics of World History (1957) edited by John J. Mulloy, with others. Reissued by the Intercollegiate Studies Institute (2002)[2].
- The Movement of World Revolution (1959)
- Progress and Religion: An Historical Enquiry (1960) with others Reissued by the Catholic University of America Press (2001)
- The Historic Reality of Christian Culture (1960)
- The Crisis of Western Education: With Specific Programs for the Study of Christian Culture (1961). Reissued by the Catholic University of America Press (2010)
- The Dividing of Christendom (1965)
- Mission to Asia (1966) [Originally published: The Mongol mission (1955)]
- The Formation of Christendom (1967)
- The Gods of Revolution (1972)
- Religion and World History (1975)
- Christianity and European Culture: Selections from the Work of Christopher Dawson edited by Gerald J. Russello Reissued by the Catholic University of America Press (1998)

## Publikacje w języku polskim
- Postęp i religia. Studium historyczne, przeł. Henryk Bednarek, przedmowa Aleksander Rogalski, Warszawa: „Pax” 1959
- Religia i kultura, przeł. Jolanta W. Zielińska, Warszawa: „Pax” 1959
- Religia i powstanie kultury zachodniej, przeł. Stanisław Ławicki, Warszawa: „Pax” 1959
- Tworzenie się Europy, przeł. Jolanta W. Zielińska, przekład przejrzał Marian Plezia, Warszawa: „Pax” 1961, ISBN 83-211-1330-3 (wyd. II – 2000)
- Rzeczywistość historyczna kultury chrześcijańskiej: sześć epok Kościoła przeł. Marian Kukiel [w:] Współcześni historycy brytyjscy. Wybór z pism, oprac. i przedmową zaopatrzył Jerzy Z. Kędzierski, słowo wstępne G. P. Gooch, Londyn: B. Świderski 1963, s. 157–167
- Szkice o kulturze średniowiecznej, przeł. Jan Sulowski, wiersze przeł. Jadwiga Dackiewicz, Warszawa: Pax 1966
- Podział chrześcijaństwa na Zachodzie, przeł. Ludomir Bieńkowski, Warszawa: „Pax” 1967
- Formowanie się chrześcijaństwa, przeł. Józef Marzęcki, Warszawa: Pax 1969 (wyd. II – 1987)